# منتخب لاتفيا لكرة الأرض للسيدات
منتخب لاتفيا الوطني لكرة الأرض للسيدات هو ممثل ليتوانيا الرسمي في المنافسات الدولية في كرة الأرض للسيدات.